# De Oude Tempel (Beuningen)
Huis de Oude Tempel of Olden Tempel is een rijksmonument in Beuningen in de Nederlandse provincie Gelderland. Het huis is in 1838 gebouwd als landhuis door de familie van het Lindenhoud ter plaatse van een voormalig kasteel. Tot het monument behoort ook het nabijgelegen mausoleum van de familie uit 1861.

## Geschiedenis
Op de plaats waar de Oude Tempel gebouwd is stond vroeger een omgracht edelmanshuis in Hollandse barokstijl. Het huis met een aanzienlijke hoeveelheid land wordt in 1537 vermeld onder de naam “Den Olden Tempel”. Het behoorde toe aan een zekere Gairt Bairdt, gehuwd met Anna van Ewijck. In 1794 brandde het huis af. In 1839 werd het huis in vereenvoudigde vorm herbouwd door de toenmalige eigenaar Nicolaas Heinrich van het Lindenhoud (1797-1881). Hij was een oom van Johannes van 't Lindenhout (1836-1918), stichter van Weesinrichting Neerbosch bij Nijmegen. Dit was destijds het grootste weeshuis van Nederland.
In de tuin achter het huis bouwde van het Nicolaas van het Lindenhoud een mausoleum waar familieleden werden bijgezet. Het is gebouwd in een neogotische stijl. Aanleiding voor de bouw waren overstromingen van de rivier de Waal die het gebied in die tijd teisterden waardoor graven wegspoelden. Door het mausoleum te bouwen op een kleine terp hoopte hij het familiegraf voor het water te kunnen behoeden. In 1761 kwam het gereed en in datzelfde jaar werd zijn dochter Maria Sybilla van het Lindenhoud (1825-1861) bijgezet.
Nadat het huis in verval raakte is het in gebruik genomen als boerderij. Eind jaren 60 van de twintigste eeuw was het nog omgeven door weilanden en boomgaarden. Na 1970 ontstond er een nieuwbouwwijk om de boerderij en is de omgeving volgebouwd. Daarbij is het mausoleum gescheiden van de tuin van het huis. Het staat nu in een parkje omgeven door een vijver, en kreeg een eigen adres (Gewelf 25a). De boerderij is thans in gebruik als woonhuis.
Verondersteld wordt dat het edelmanshuis uit de zestiende eeuw een nog oudere voorganger heeft; de "Olden Tempel" zou zijn naam ontlenen aan een nederzetting van de Tempeliers aldaar, die in 1312 is opgeheven. Mogelijk betrof het hier een versterkte boerderij of klooster. De naam is ten slotte overgegaan op het huidige huis. Ook de naam van de straat waaraan het is gelegen, de Tempelstraat, herinnert nog aan de historie.

## Galerij

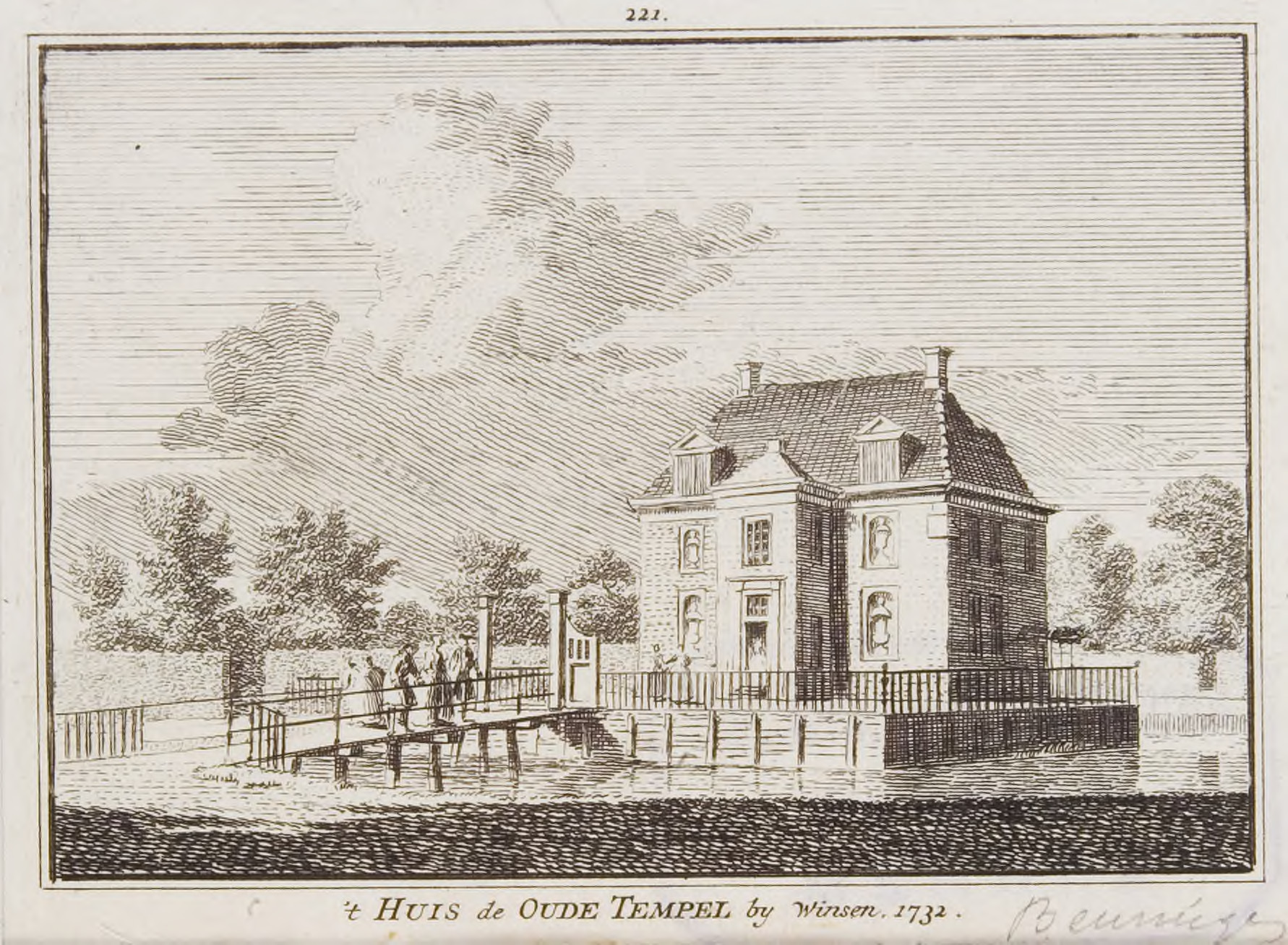
Huis de Oude Tempel bij Winssen, anno 1732, kopergravure/ets van Hendrik Spilman naar een tekening van Cornelis Pronk
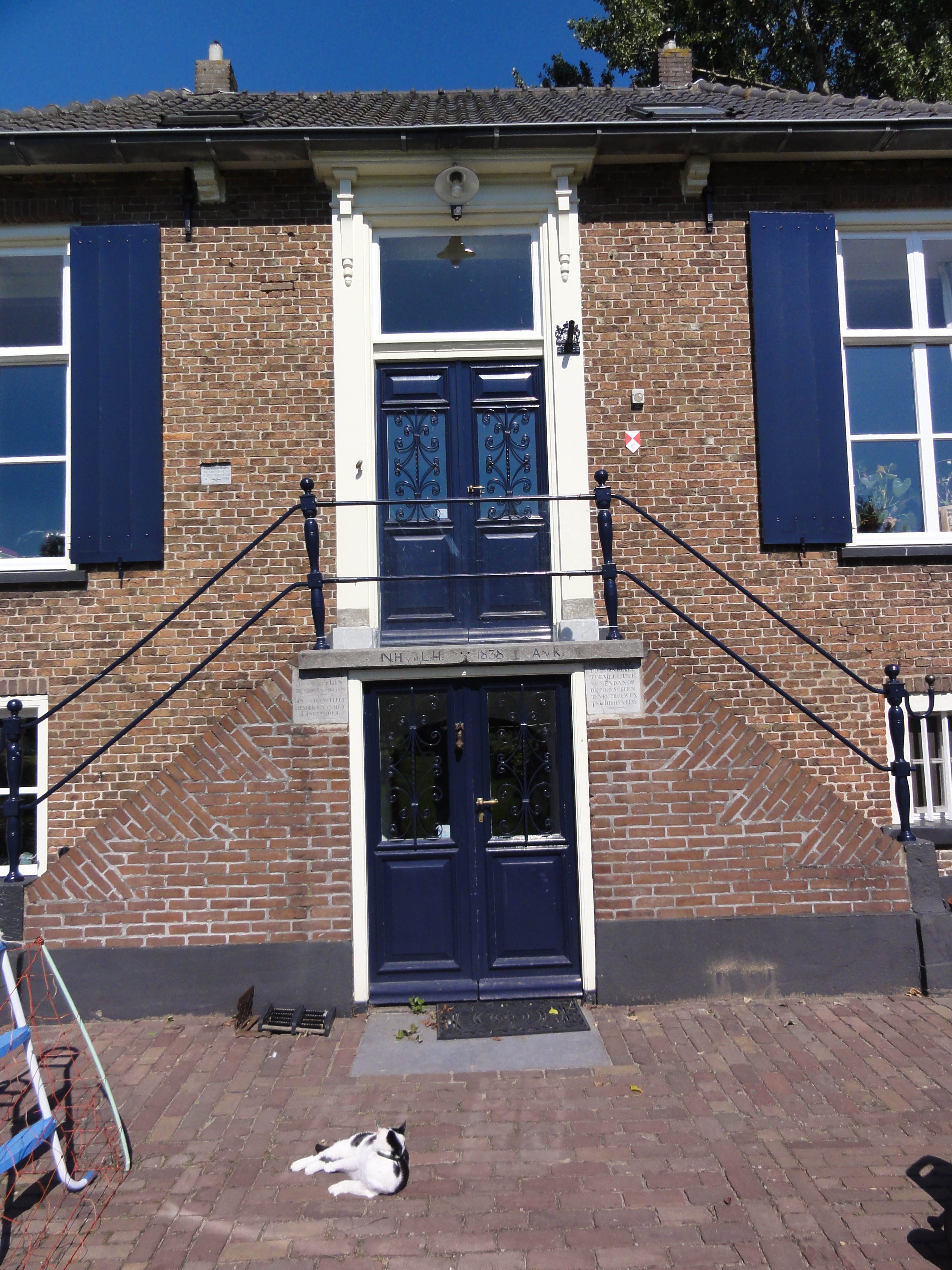
Bordes bij de entree (2010)
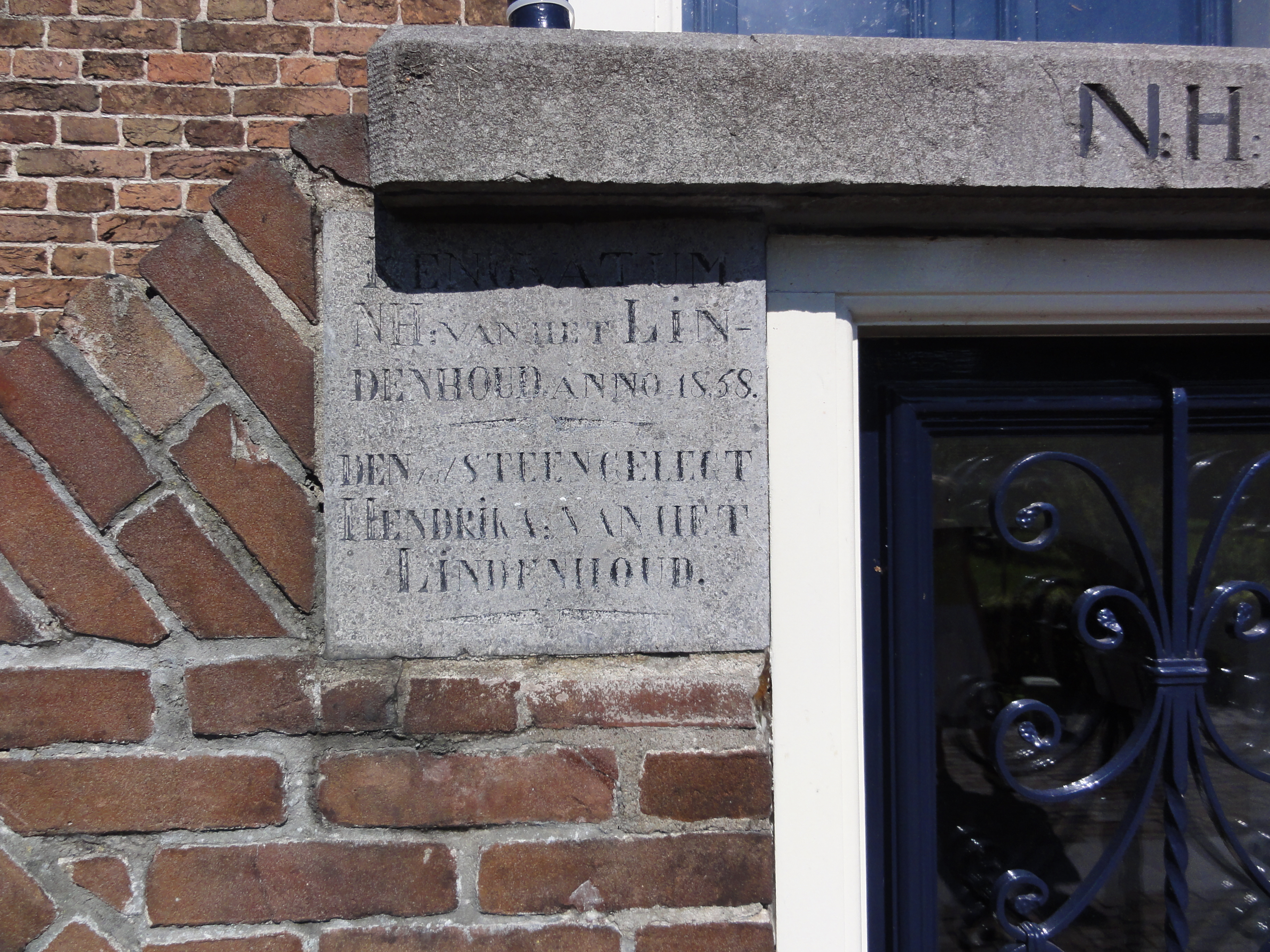
Gedenksteen met de tekst 'Removatum / NH van het Lindenhoud / Anno 1838 / Den steen gelegt / Hendrik van het Lindenhoud' (2010)
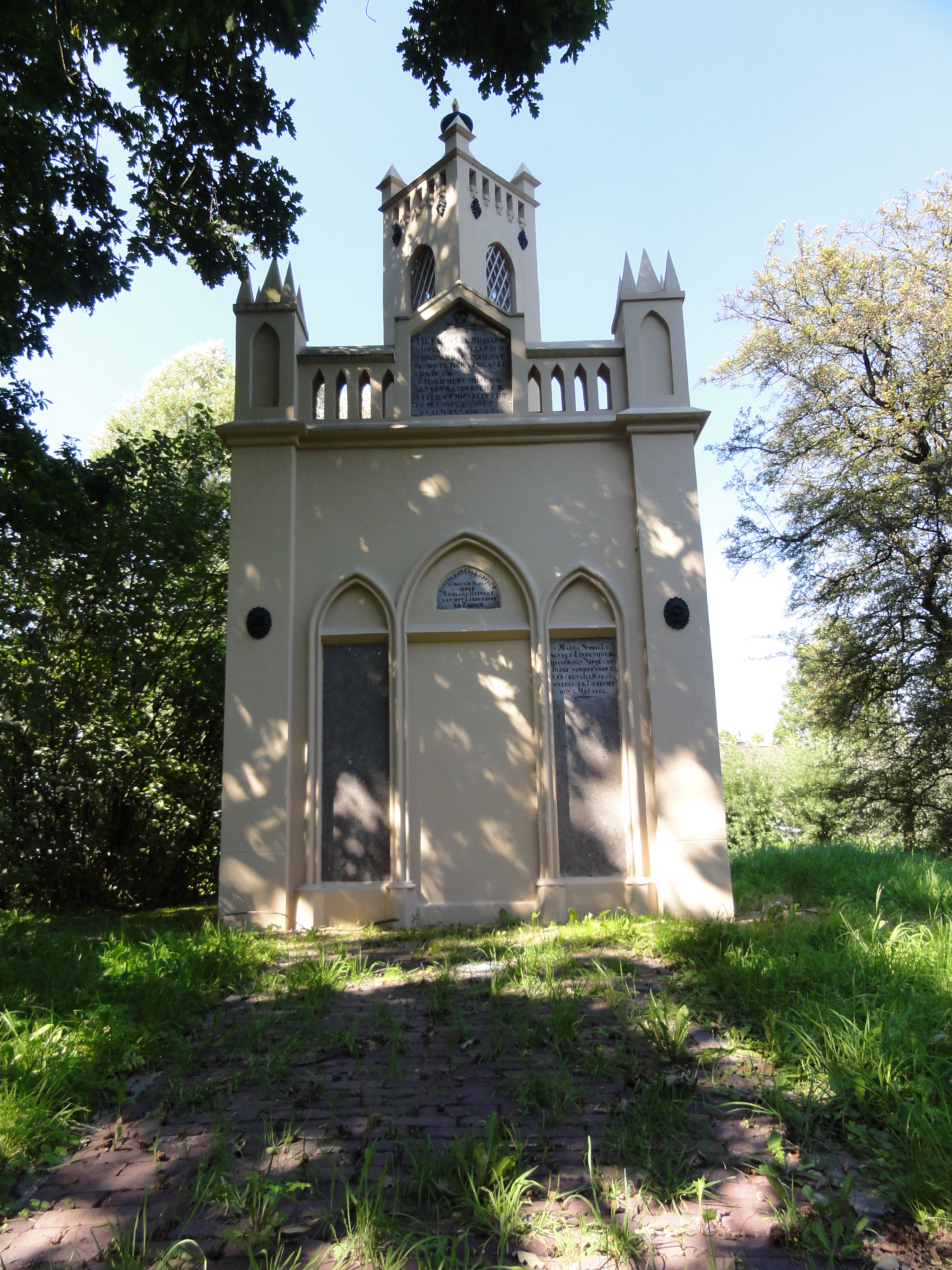
Vooraanzicht van het mausoleum (2010)
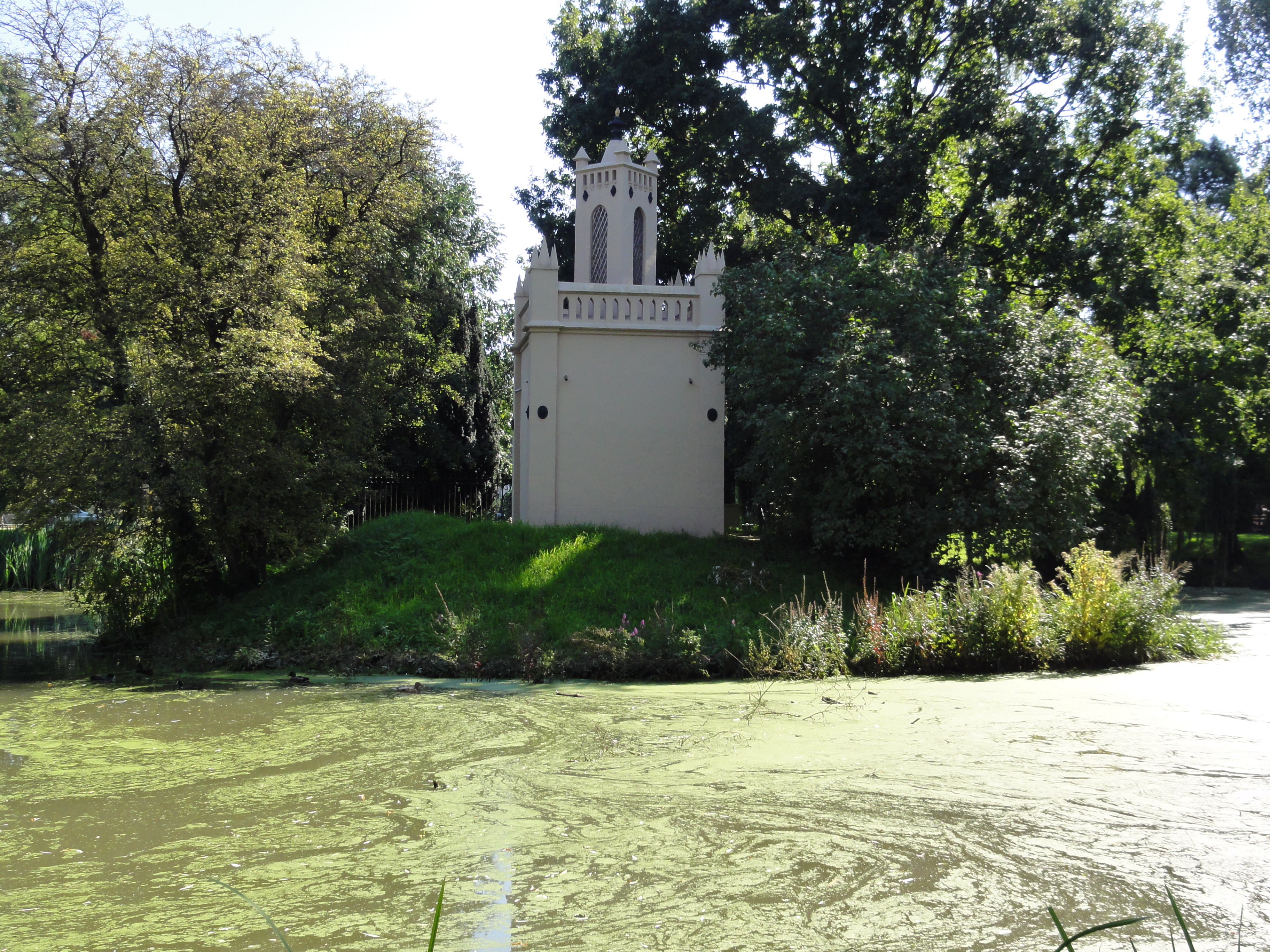
Achteraanzicht van het mausoleum (2010)
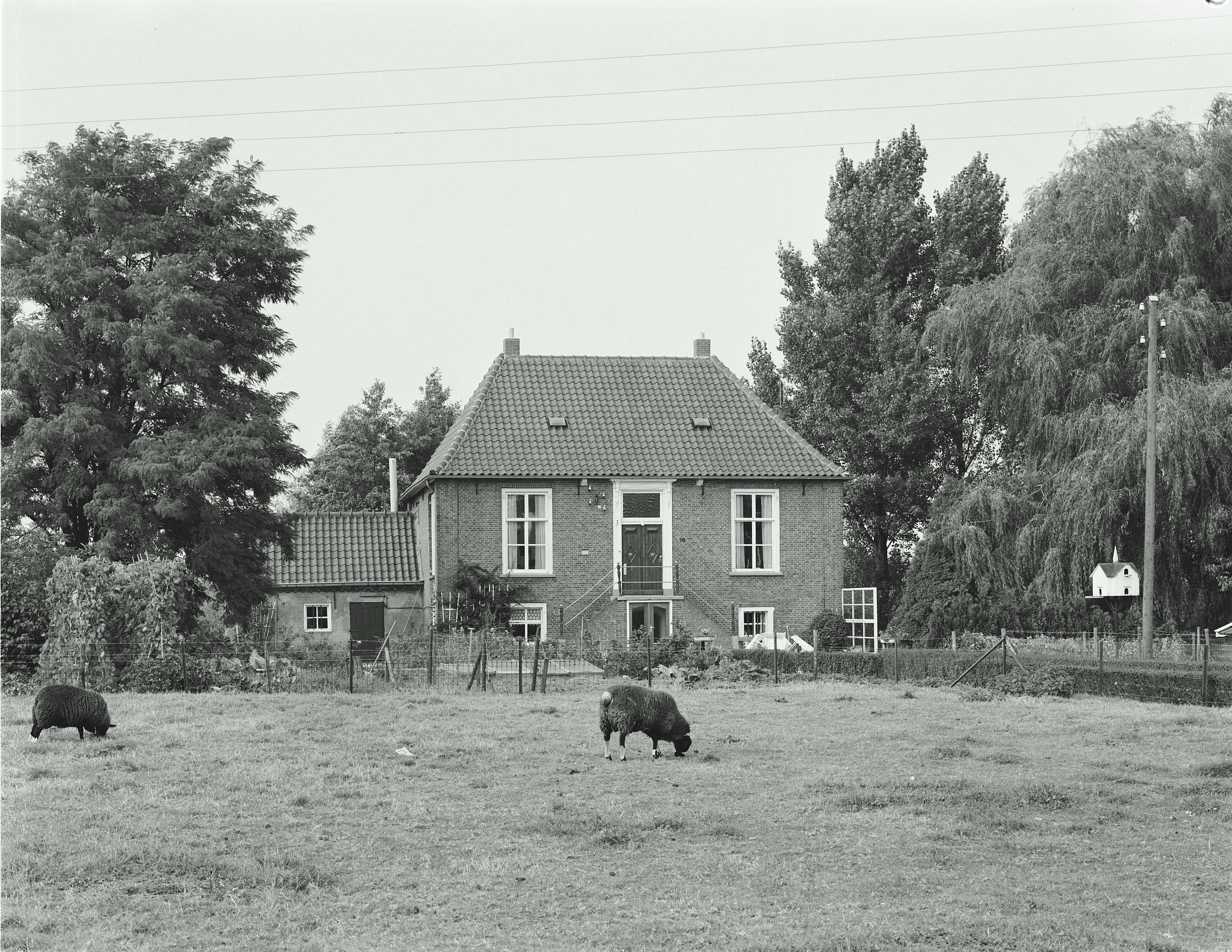
Overzicht van de voorgevel met weiland op de voorgrond (1982)
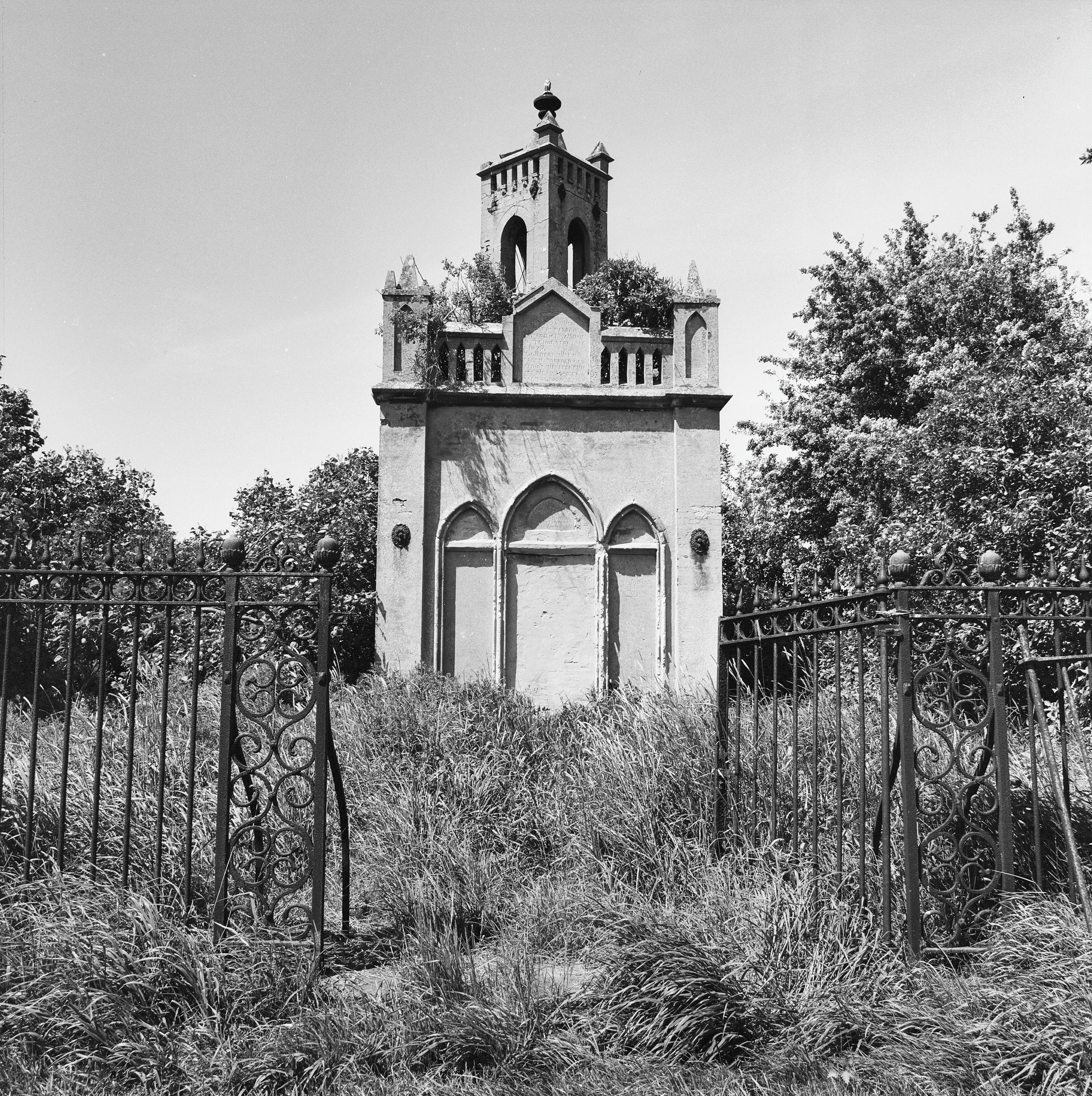
Grafmonument in boomgaard (1977)